# Fjunhuvad boklus
Fjunhuvad boklus (Liposcelis pubescens) är en insektsart som beskrevs av Edward Broadhead 1947. Fjunhuvad boklus ingår i släktet Liposcelis, och familjen boklöss. Arten är reproducerande i Sverige.